# Ursicinus
Ursicinus zastával za vlády císaře Konstantia II. funkci velitele jízdy (Magister equitum)
Většinu informací o něm čerpáme z díla historika Ammiana Marcellina. Právě do Urcisinova štábu v severomezopotamském městě Nisibis byl Ammianus v roce 353 přidělen. O rok později byl Ursicinus převelen císařem Constantiem II. do Antiocheie, aby předsedal zdejšímu soudu při politických procesech. Sám vojevůdce se však stal jednou z obětí těchto procesů a byl z císařova popudu zatčen a měl být souzen v Mediolanu.
V roce 355 však došlo neočekávaně na rýnské hranici k povstání velitele Silvana a Ursicinus byl vyslán, aby jej zlikvidoval. To se mu podařilo ve městě Colonia Agrippina.
Následně byl císařem znovu odvelen na východ do Mezopotámie. Vytrvale se snažil bránit římské území proti perskému králi Šápurovi II., ale nedostávalo se mu od císaře patřičné podpory. Když pak po dlouhém obléhání ztratil město Amidu, byl císařem ze své funkce odvolán.